# Corsomyza minuscula
Corsomyza minuscula är en tvåvingeart som beskrevs av Hesse 1938. Corsomyza minuscula ingår i släktet Corsomyza och familjen svävflugor. Inga underarter finns listade i Catalogue of Life.